# محمد نصرتي
محمد نصرتي، من مواليد 10 يناير 1982 في كرج في إيران، لاعب كرة قدم إيراني، ويلعب مع نادي باس طهران ومنتخب إيران لكرة القدم، وقد شارك في كأس العالم لكرة القدم 2006.
بدأ نصرتي مسيرته الكروية مع نادي أبو مسلم خراسان في موسم 2000/2001، وفي عام 2001 انتقل إلى نادي باس طهران ولعبه له حتى 2008 ويلعب حالياً مع النصر الإماراتي
و يلعب نصرتي مع منتخب إيران لكرة القدم منذ عام 2002.

## كأس آسيا 2004
و قد سجل هدف في مرمى منتخب عمان لكرة القدم.

## روابط خارجية
- محمد نصرتي على موقع ناشيونال فوتبول تيمز (الإنجليزية)
- محمد نصرتي على موقع Soccerway.com (الإنجليزية)
- محمد نصرتي على موقع عالم كرة القدم.نت (الإنجليزية)
- محمد نصرتي على موقع كووورة
- محمد نصرتي على موقع AS.com (الإسبانية)